# Бридлингтонский приорат
Приорат св. Марии в Бридлингтоне — приходская церковь в Бридлингтоне (Ист-Райдинг-оф-Йоркшир). Входит епархию Йорка. Основана в 1113 году как августинский монастырь, который распущен Генрихом VIII. С 1951 года — объект культурного наследия Англии 1 класса.

## История
Бридлингтонский приорат основан около 1113 года Вальтером де Гантом в качестве одной из первых августинских обителей в Англии и подтверждён хартией Генриха I. Прежде на этом месте располагался англосаксонский женский монастырь. Здание церкви в приорате достигло 400 футов (120 м) в длину, 75 футов (23 м) в ширину по нефу и 150 футов (46 м) по трансептам.
Короли и знатные люди благоволили приорату, который вскоре обзавёлся землями в Йоркшире. В 1145 году часть каноников основала дочерний приорат в Ньюбурге. Король Стефан передал монастырю права на портовый сбор и имущество виновных в фелонии и беглых заключённых, в 1200 году Иоанн Безземельный даровал право устраивать ежегодную ярмарку. В ходе борьбы Стефана с Матильдой граф Вильгельм Омальский атаковал приорат и разогнал монахов в ходе войны с Гилбертом де Гантом. Он укрепил монастырь, а позднее даровал ему шесть участков земли в Бойнтоне и Холдернессе. Генрих IV отписал приорату доходы от прихода в Скарборо, каковая бенефиция была позднее подтверждена Генрихом V, Генрихом VI и Эдуардом IV. Ричард II в 1388 году позволил укрепить монастырь, но в действительности только ворота Бейль-гейт на границе владений монастыря были укреплёнными, а стены так и не возведены. Остальные трое ворот (Церковные, Западные и ворота Монашек) — внутренние и использовались для повседневного доступа с принадлежащих приорату земель на территорию собственно монастыря.
Каноником в монастыре был автор рифмованной хроники Англии Питер Лэнгтофт.
Обширная библиотека монастыря была описана Леландом незадолго до роспуска.

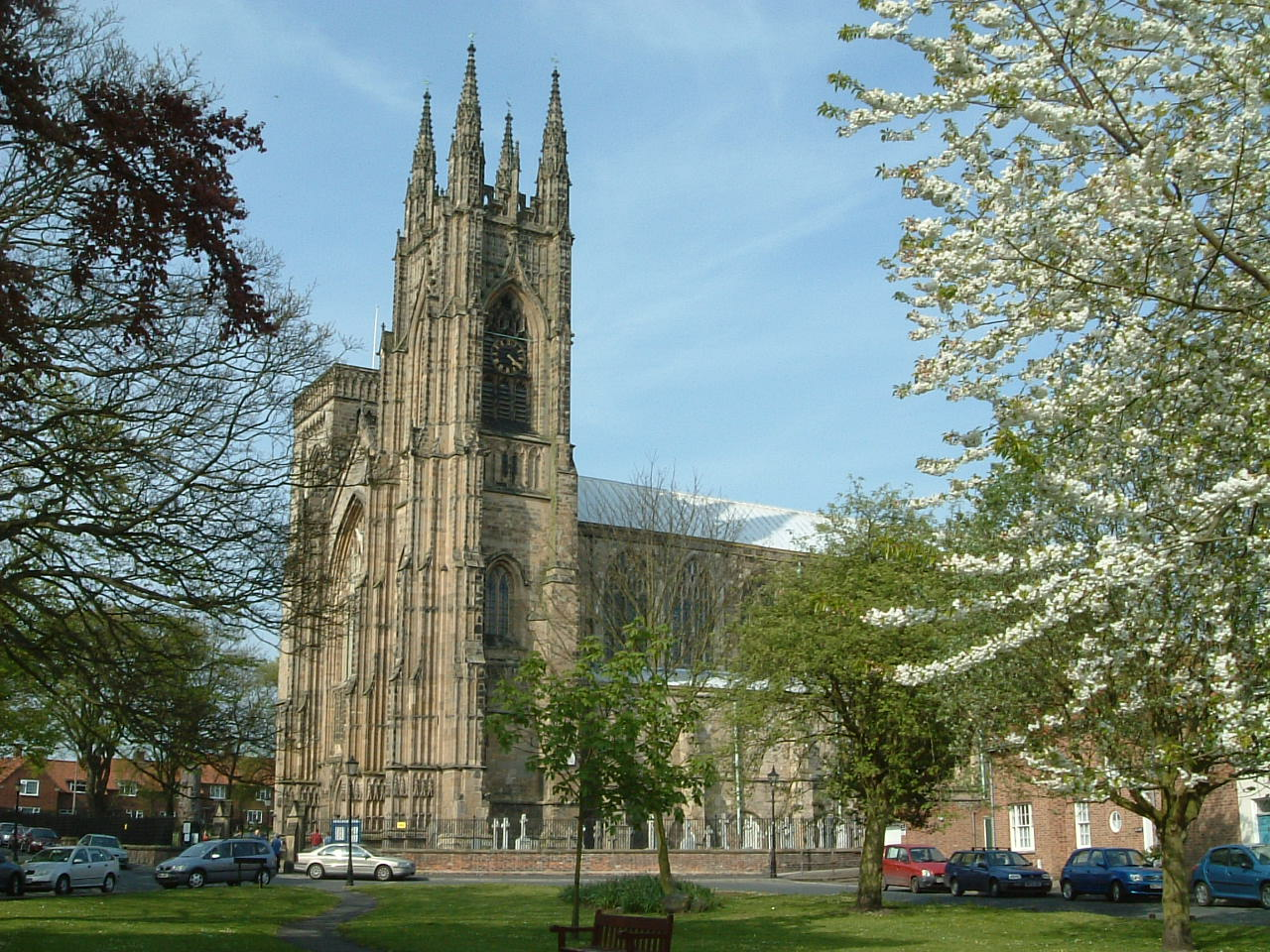
Вид с юго-запада весной

Приорат распущен в 1338 году наряду с другими английскими монастырями. На тот момент приорат владел обширными землями и располагал годовым доходом 547 фунтов 6 шиллингов 11½ пенсов. Отчёт Ричарда Полларда, который был уполномочен королём инвентаризовать имущество, описывает здание церкви длиной более 390 футов, к которому примыкают капитулярная зала, клуатр, помещения приора и лазарет. На хорах — мебель прославленного столяра Уильяма Браунфлита (англ. William Brownflete/Bromflete), который также выполнял заказы для Манчестерского и Рипонского соборов и Беверли-минстера, не считая меньших церквей и капеллы колледжа св. Иоанна в Кембридже, находившихся под покровительством леди Маргарет Бофорт. Всё это было разрушено, за исключением нефа церкви, которая стала приходской, и ворот Бейль-гейт (ныне музей). Стройматериалы частью использованы в Бридлингтоне. Последний приор Уильям Уод (англ. William Wode) казнён в Тайберне за участие в Благодатном паломничестве.

## Реставрация
На протяжении трёх веков после роспуска даже в остатке церковного здания использовалась лишь третья часть. С 1846 года приход начал сбор средств на реставрацию. В ходе неё заменили часть крыши, побелили стены внутри, открыли Западное окно и заполнили его и Восточное окно витражами. Работы выполнили «Пейли и Остин» из Ланкастера, но заказчика они не удовлетворили. Примерно в 1874 году церковью занялся сэр Джордж Гилберт Скотт, который и придал ей нынешний облик, потратив около £ 27 000.

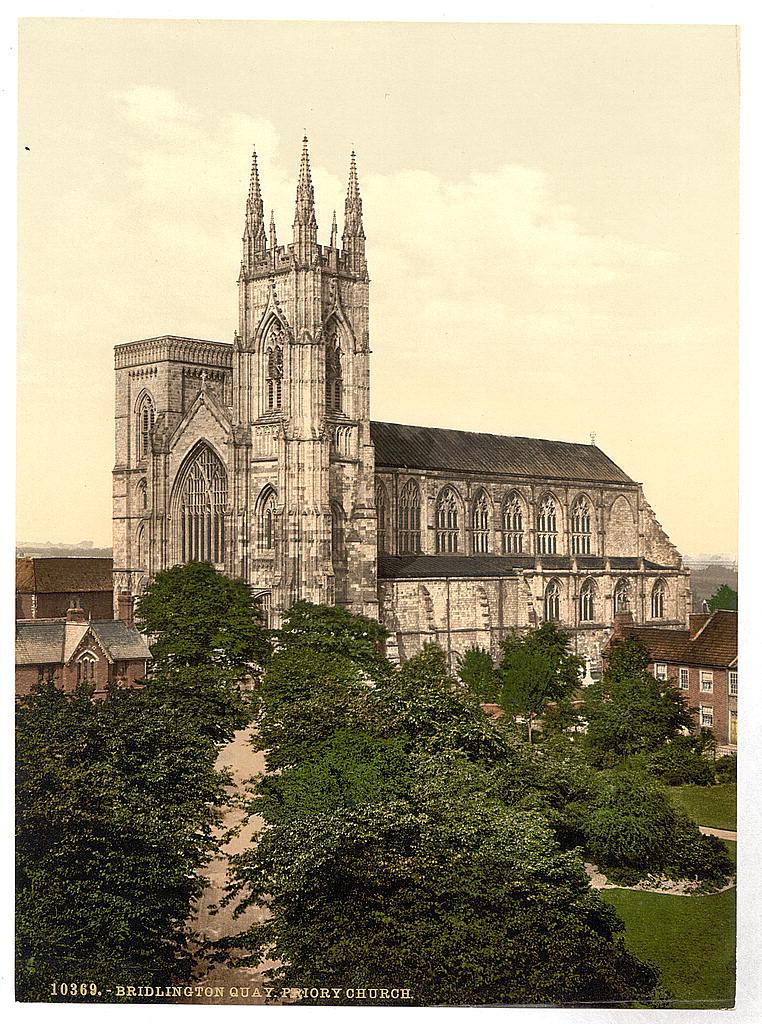
Вид после реставрации Скотта (ок. 1890—1900)
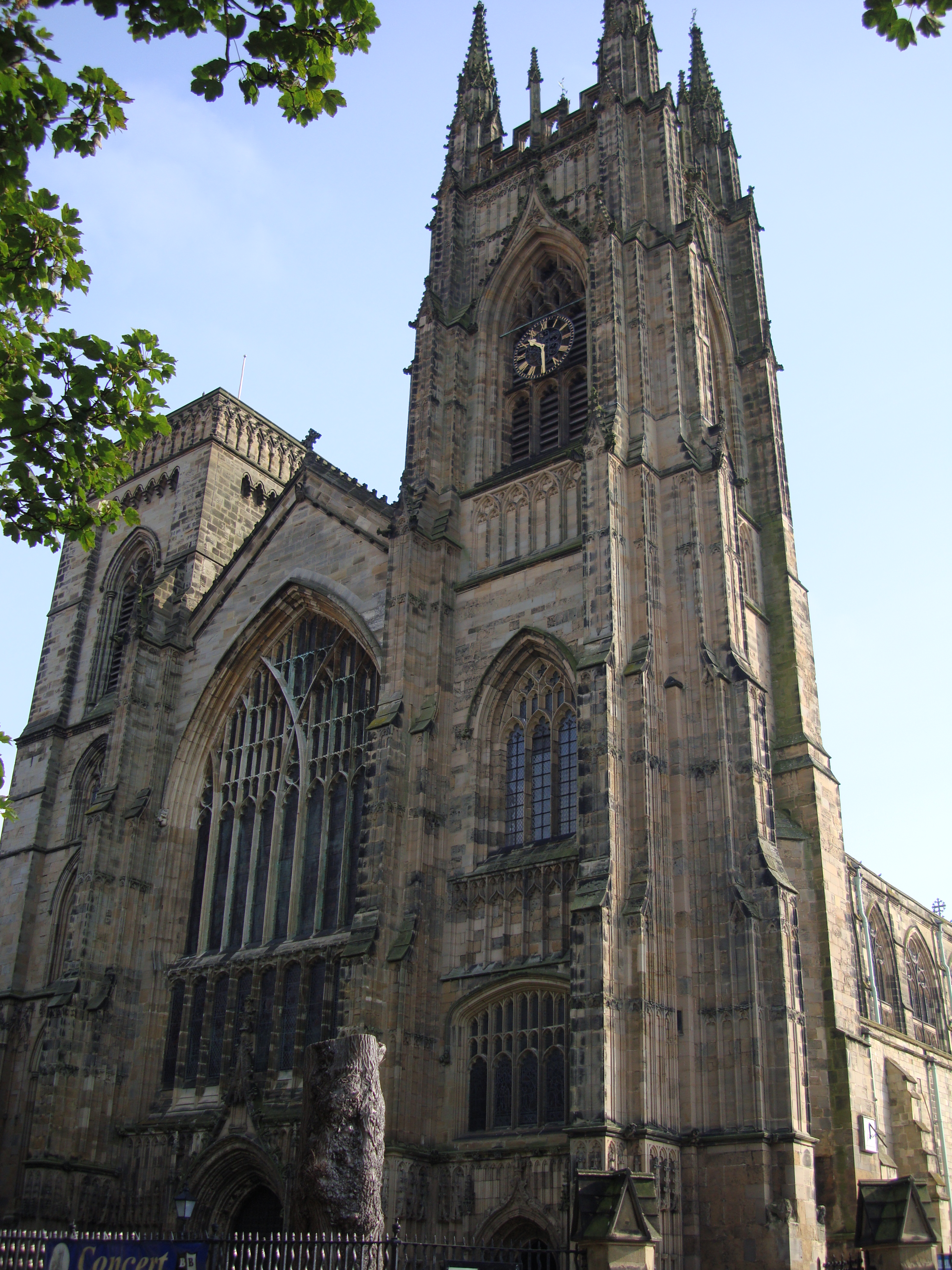
Западный фасад
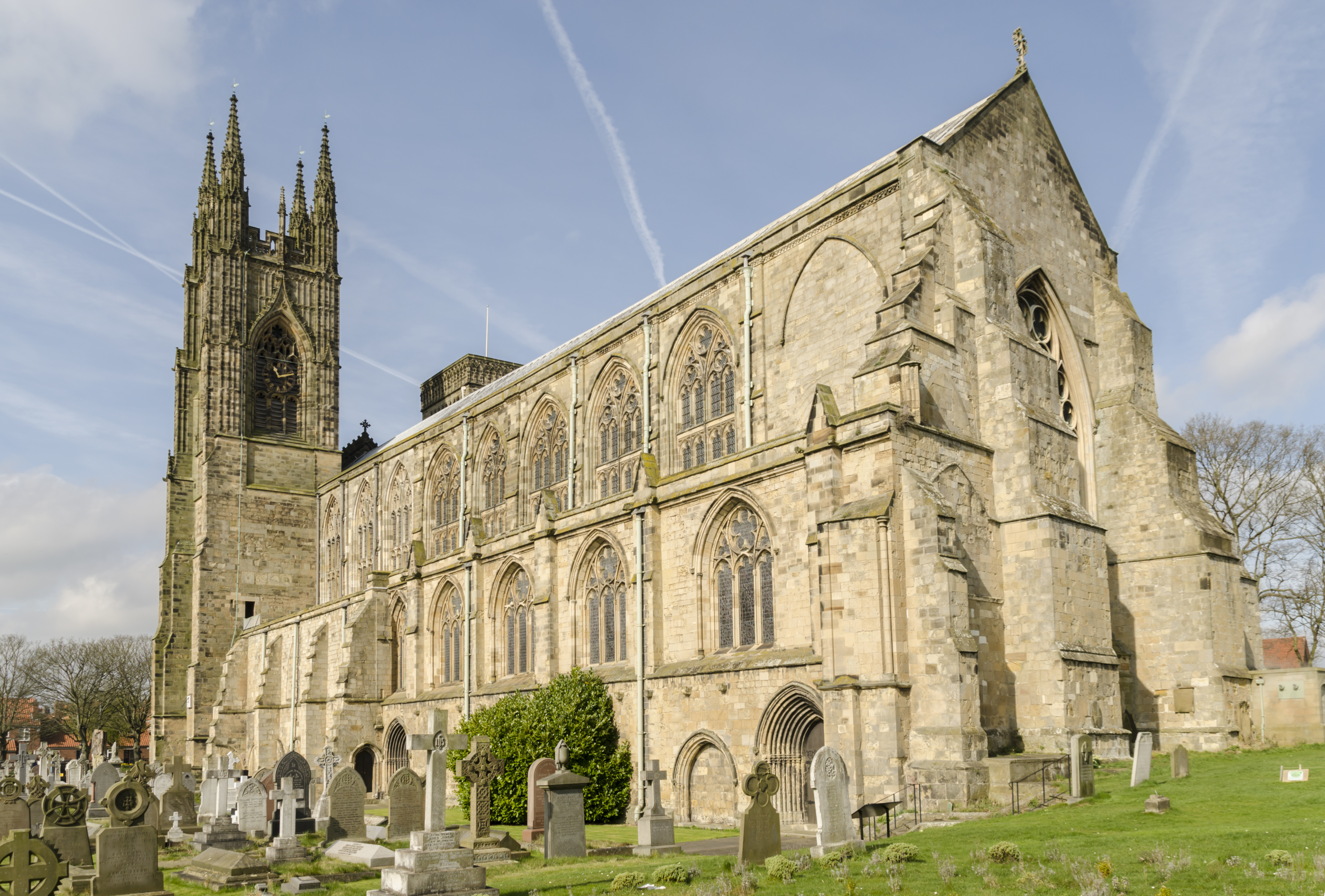
Вид с юго-востока
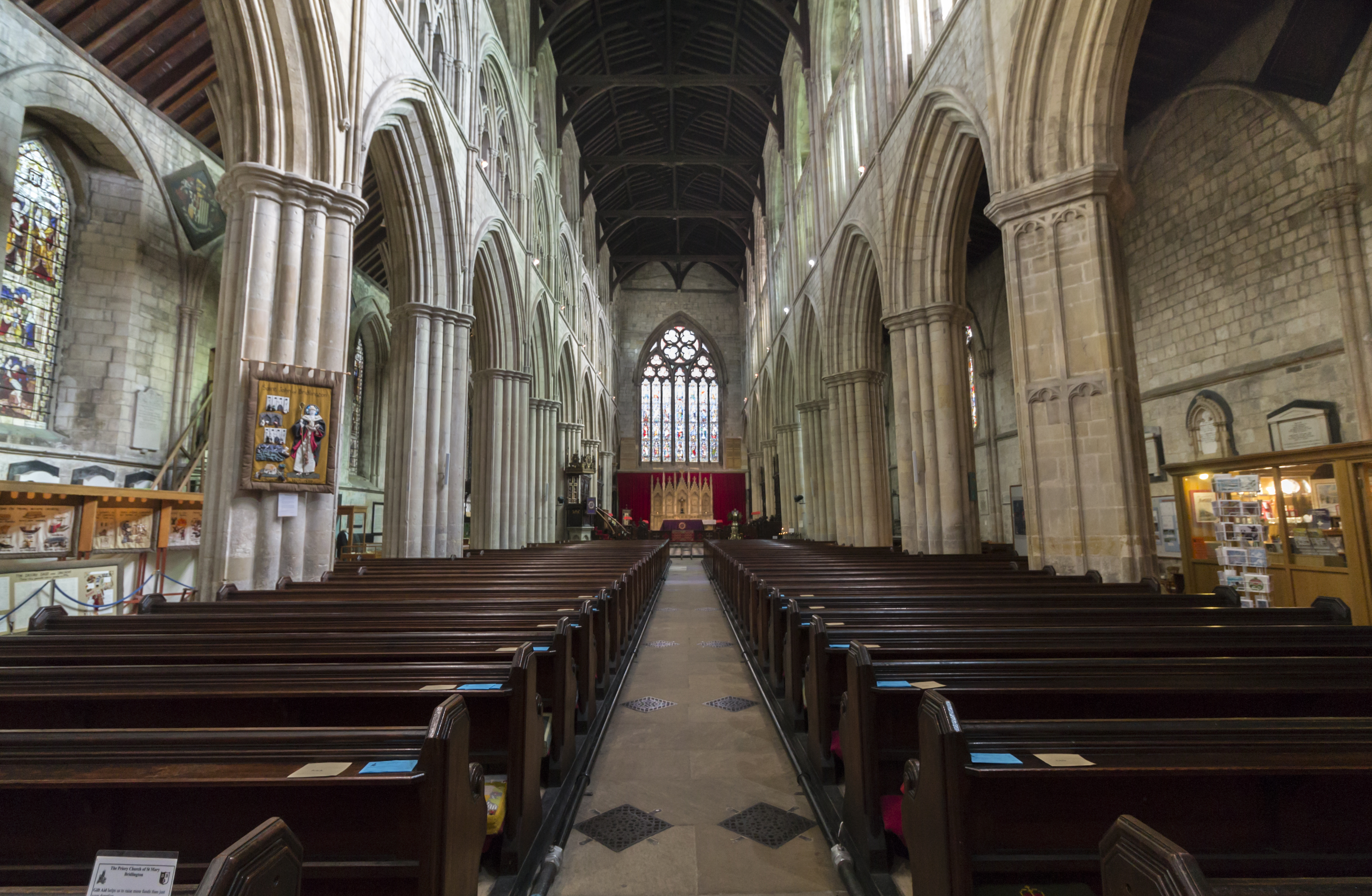
Интерьер
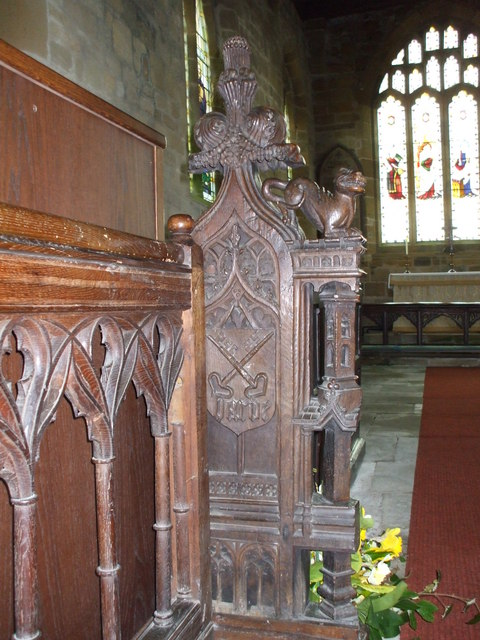
Резьба по дереву
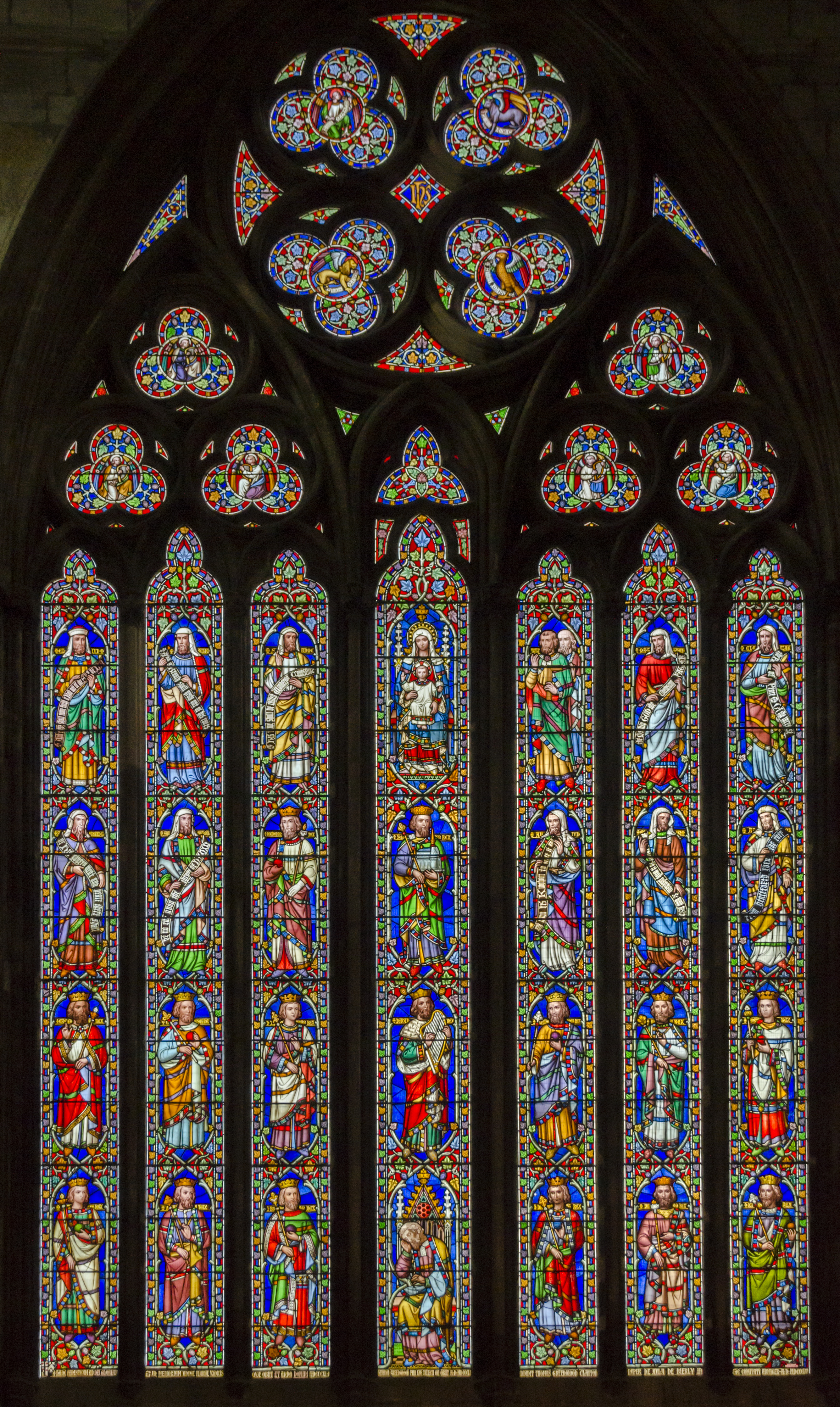
Восточное окно
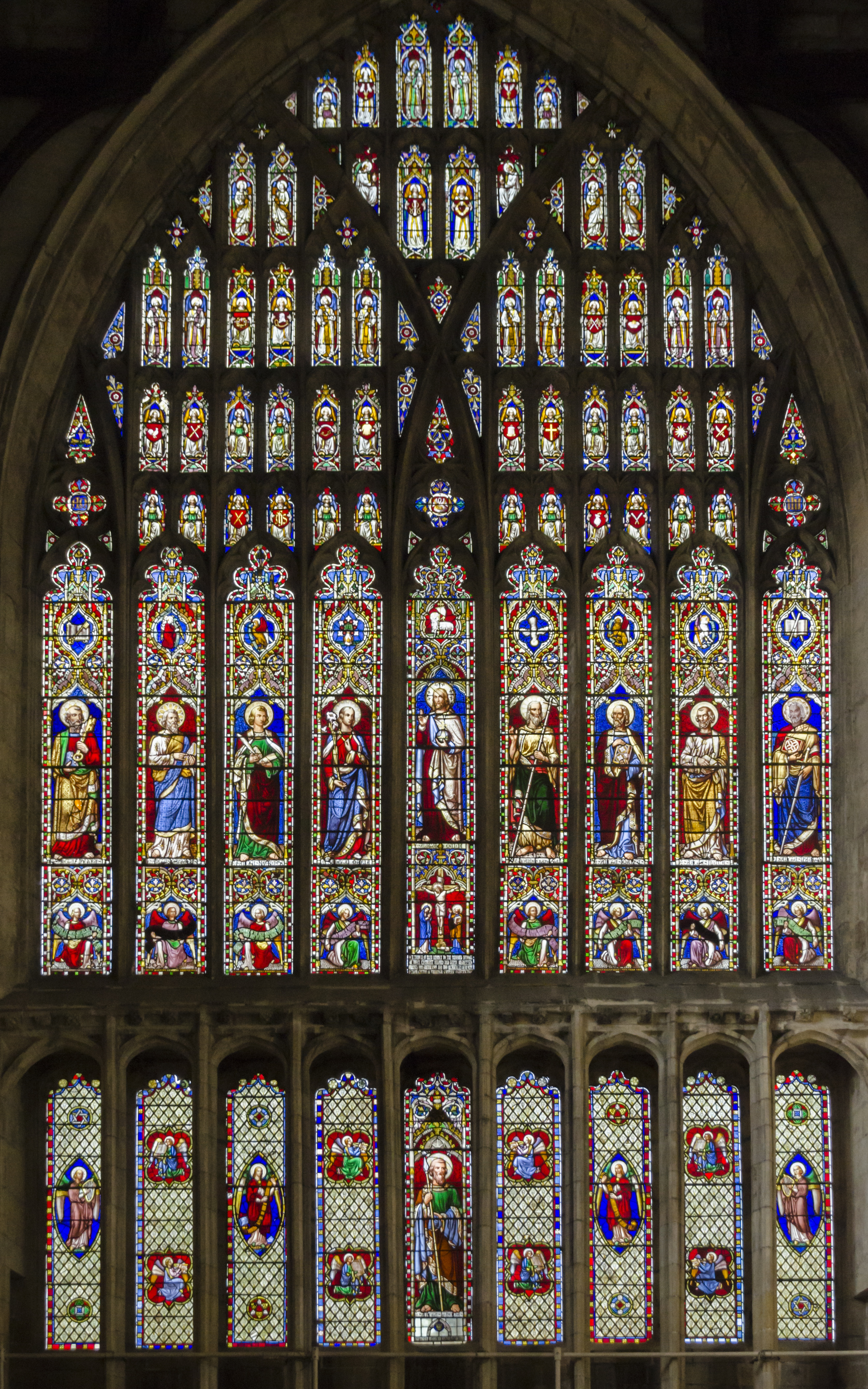
Западное окно

## Орган
Наиболее ранний известный в реестре орган восходит к 1834 году и построен Джоном Паркином из Йорка. Уже в 1838 году он был расширен Робертом Постиллом и в 1857 году перемещён внутри церкви.
Нынешний орган стоимостью £1000 построен в 1889 году бельгийским мастером из Грамонта Шарлем Анессансом. В нём был 41 регистр (от 16 футов) на трёх 61-клавишных мануалах (Хор, Хауптверк и Швеллер) и 30-клавишной педали. Этот инструмент реставрировался и расширялся в 1909 и 1922 годах, перестроен в 1949 и расширен в 1968 году, после чего достиг 81 регистра (от 32-футовых) на четырёх мануалах (прежние плюс Соло) и 32-клавишной педали. Дутьё электрическое от мотора в 5½ л. с.